# Love Me Or Leave Me
«Люби меня или оставь в покое» (англ. Love Me Or Leave Me) — тринадцатая серия первого сезона американского телесериала «90210: Новое поколение», премьера которого состоялась 13 января 2008 года (вторник). Режиссёр — Венди Станцлер по сценарию Пола Скьярротты, на основе персонажей, созданных Дарреном Старом. Автор идеи — Роб Томас, создатель успешного сериала «Вероника Марс».
Премьера эпизода в России состоялась 23 февраля 2010 года на канале Муз-ТВ.

## Сюжет
Между Табитой и Дебби возникает конфликт из-за различий во взглядах на воспитание детей, когда Табита покупает Диксону и Энни новую машину. Адрианна не знает, как сказать Наоми и Навиду о своей беременности, а Наоми кажется, что её подруга вновь употребляет наркотики. Диксон и Сильвер решают провести день на пляже, строя замок из песка, но всё идёт не так, как планировалось, когда Диксон произносит три коротких слова — между молодыми людьми происходит ссора. По предложению Табиты, Энни вместе с Итаном тайно приезжает в дом бабушки в Палм-Спрингс. Узнав о том, что Табита отпустила Энни одну, Гарри и Дебби устремляются в Палм-Спрингс, где с паникой обнаруживают машину Итана…

## В ролях
| Основной состав: - Шеней Граймс — Энни Уилсон - Тристан Уайлдз — Диксон Уилсон - Анна-Линн Маккорд — Наоми Кларк - Дастин Миллиган — Итан Уорд - Майкл Стэгер — Навид Ширази - Джессика Строуп — Эйрин Сильвер - Райан Эгголд — Райан Меттьюз - Роб Эстес — Гарри Уилсон - Лори Локлин — Дебби Уилсон - Джессика Уолтер — Табита Уилсон - Джессика Лаундс — Адрианна Тэйт-Дункан | Приглашённые звёзды: - Келлан Латс — Джордж Эванс - Яна Крамер — Поршия Ренсон - Бора Чанг — Миссис Латс - Жанелль Веласкес — Таша - Элизабет Харноис — Тринити - Джессика Чаффин — Тренер по хоккею - Стефани Эдмондс — Девушка на вечеринке |

## Факты
- Слоган эпизода: «Sometimes Things Aren’t What They Seem. They’re Worse».
- Этот эпизод стал последним для Джессики Уолтер, исполняющей роль Табиты Уилсон, в качестве члена постоянного актёрского состава сериала.
- Сильвер переживает из-за того, что грядёт Апокалипсис из-за глобального потепления.
- Шутя насчёт того, что Диксон записался в хор, Сильвер упоминает песню «The Lion Sleeps Tonight», написанной африканским музыкантом Соломоном Линдой.

## Музыка эпизода
Список композиций, звучавших в эпизоде, опубликован на официальном сайте сериала:
- «Big Jumps» в исполнении Эмилианы Торрини (Сцена: начало эпизода, Дебби прерывает телефонный разговор Энни и Итана).
- «Cobrastyle» в исполнении Teddybears feat. Mad Cobra (Сцена: Диксон и Сильвер разговаривают в школьном коридоре).
- «Look At Me (When I Rock Wichoo)» в исполнении Black Kids (Сцена: директор Уилсон объявляет об отмене завтрашних занятий).
- «Could Be Happy» в исполнении Kurt Farquhar (Сцена: Разговор Энни и Табиты).
- «The Geeks Were Right» в исполнении the Faint (Сцена: Диксон и Навид говорят о Сильвер в кафе).
- «You Are Goodbye» в исполнении Holly Conlan (Сцена: Адрианна говорит Наоми, что беременна).
- «Hey Oh» в исполнении Daniel Lenz (Сцена: Наоми и Адрианна приезжают на пляжную вечеринку, а Энни и Итан - в Палм-Спрингс).
- «Does This Mean You're Moving On?» в исполнении the Airborne Toxic Event (Сцена: Диксон и Сильвер на пляже).
- «When The Night» в исполнении Aaron Nazrul (Сцена: Наоми просит Джорджа уйти).
- «45 Forever» в исполнении the All New Adventures Of Us (Сцена: Энни и Итан за ужином).
- «Crying Blood» в исполнении V V Brown (Сцена: Наоми кричит на своих друзей из-за слухов об Адрианне).
- «Crush» в исполнении Дэвида Арчулеты (Сцена: Поцелуй Энни и Итана).
- «Hot Summer» в исполнении Rhys (Сцена: Разговор Джорджа и Навида; Адрианна говорит Навиду о своей беременности).
- «Broken Hearts Parade» в исполнении Good Charlotte (Сцена: Диксон признаётся Сильвер в любви).
- «Hometown Glory» в исполнении Adele (Сцена: разговор Навида и Адрианны; Диксон и Сильвер разговаривают в коридоре).
- «Under My Bed» в исполнении Meiko (Сцена: конец эпизода, разговор Энни и Итана).

## Критика
В день премьеры в США эпизод посмотрели 2,18 млн зрителей